# Westhoughton
Westhoughton est une ville anglaise située dans le district métropolitain de Bolton et le comté du Grand Manchester. En 2011, sa population était de 24 974 habitants.

## Source de la traduction
- (en) Cet article est partiellement ou en totalité issu de l’article de Wikipédia en anglais intitulé « Westhoughton » (voir la liste des auteurs).